# Saturn ION

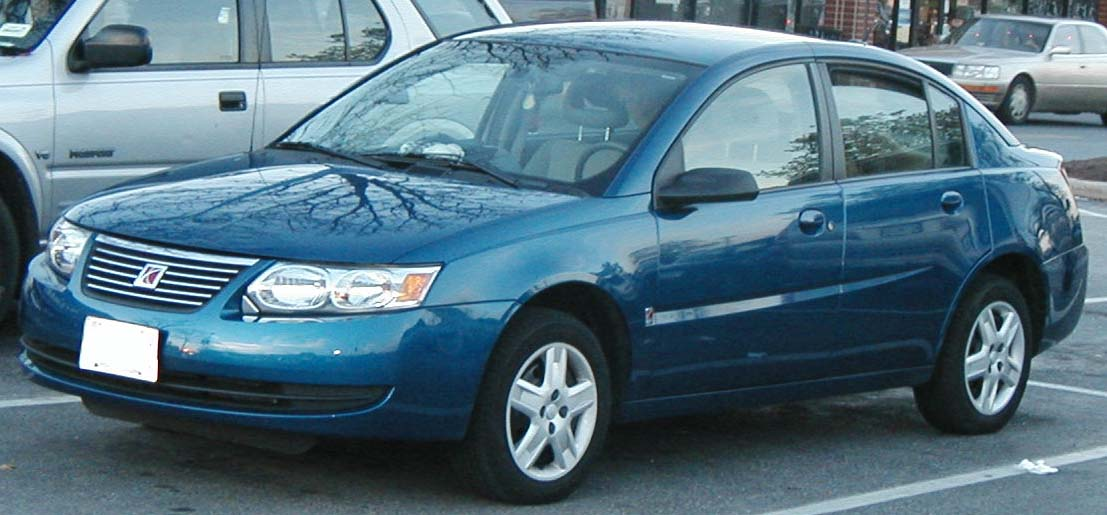
Saturn ION del 2005

El Saturn ION és un cotxe de tipus compact fabricat per Saturn, una marca de General Motors, a la planta de Spring Hill, Tennessee els anys 2003 a 2007. El ION va substituir al Sèrie S i, malgrat que va dissenyar-se el nou ION per l'any 2008, Saturn el substitueix per l'Astra  Arxivat 2007-09-28 a Wayback Machine..

## Informació general

### 2003-2004

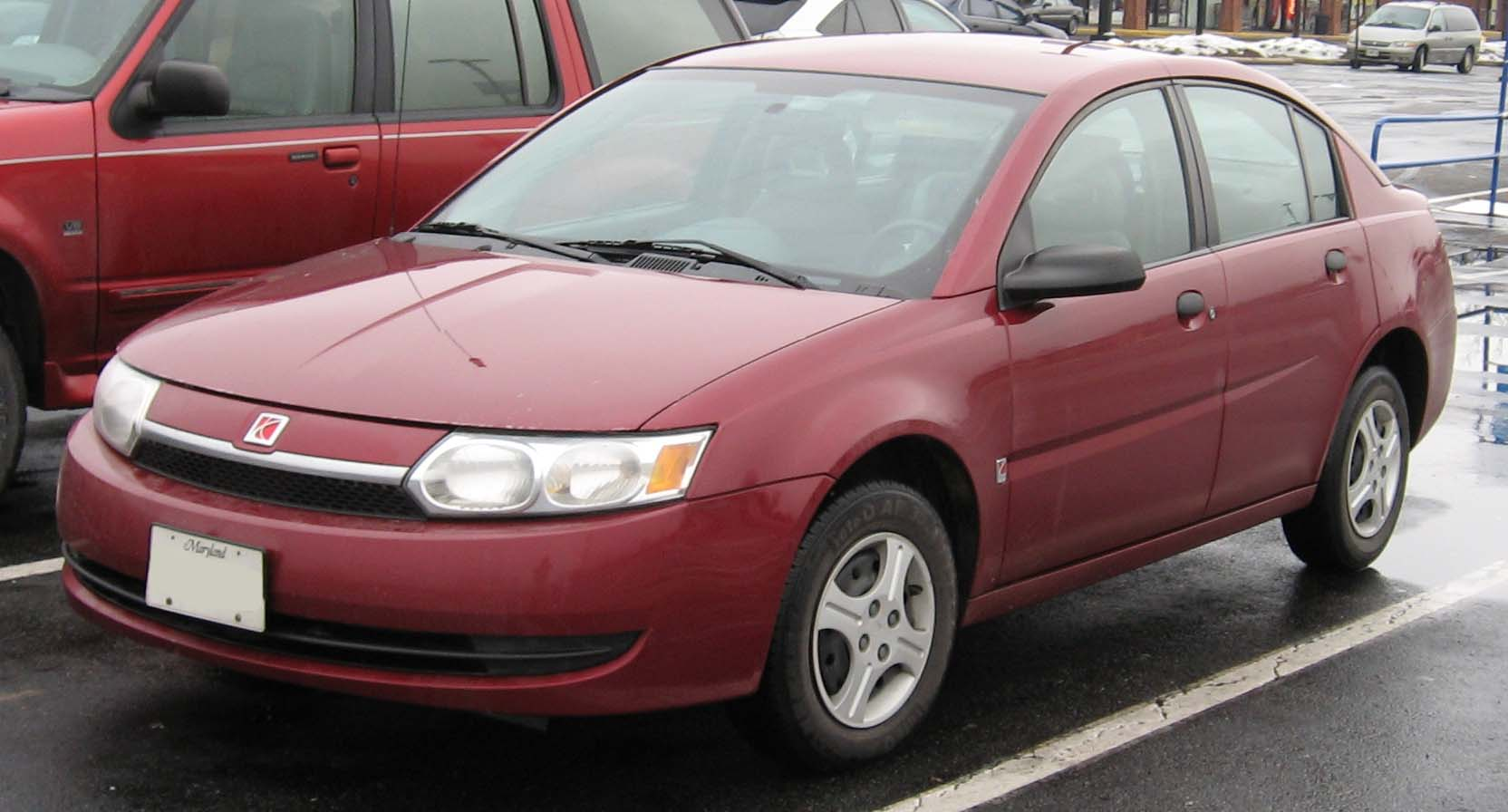
Saturn ION del 2003-2004

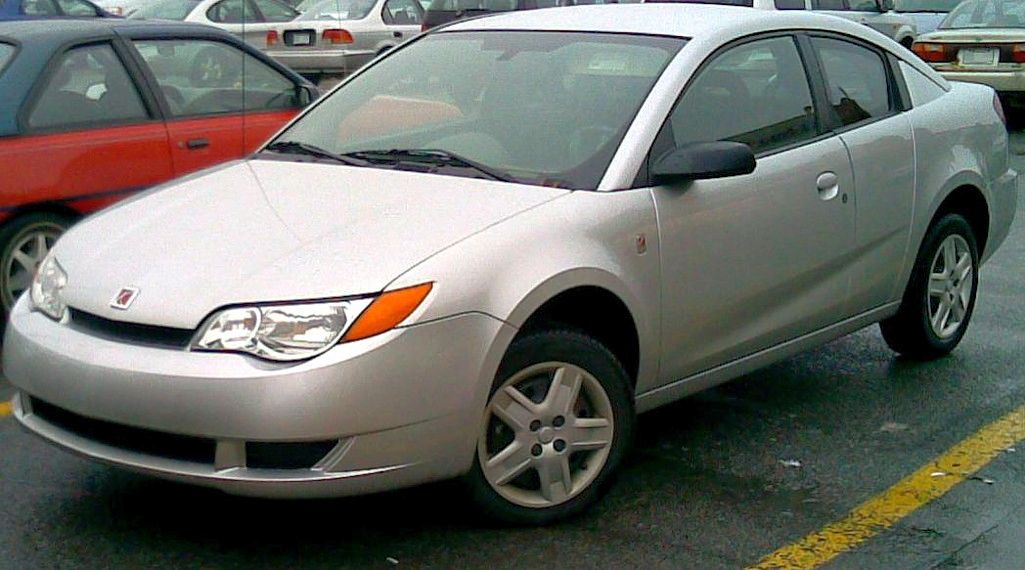
Saturn ION coupe del 2003-2004

Construït sota la plataforma Delta que comparteix amb el Chevrolet Cobalt o Pontiac G5 entre d'altres, es pot elegir amb carrosseria sedan i coupe, aquesta última amb un disseny peculiar anomenat "quad coupe" perquè incorporava 2 petites portes addicionals de tipus "suicide doors".
El motor estàndard és el 2,2 L Ecotec L4 de 140 cv. Aquest podia elegir-se amb una transmissió manual de 5 velocitats Getrag F23, una automàtica de 5 velocitats Aisin AF33 o una VTi de variador continu.
Els paquets d'equipament per als ION sedan i "quad coupe" són el ION 2, el base i força "pelat", amb l'aire condicionat o els alçavidres elèctrics en opció, i el ION 3, amb llantes de 16", control de creuer i un equip de CD/MP3.
El 2004, Saturn presenta el paquet esportiu Red Line, que equipa un motor 2.0L Ecotec amb compressor que desenvolupa 205 cv, associat a una transmissió manual de 5 velocitats Getrag F35. El paquet Red Line afegeix a més a més seients Recaro, reducció de l'alçada del vehicle, suspensió esportiva, estabilitzadora d'altes prestacions i llantes de 17".
Mides del ION:
Batalla (Wheelbase): 2,621 m (103.2 in)
Llargada (Length): 4,686 m (184.5 in); 4,699 m (185 in, coupe)
Amplada (Width): 1,706 m (67.2 in); 1,724 m (67.9 in, coupe)
Alçada (Height): 1,458 m (57.4 in); 1,422 m (56 in, coupe)
Pes (Curb weight): 1221-1248 kg (2692-2751 lbs.)
Capacitat del dipòsit: 50 l (13,2 galons EUA)

### 2005-2007

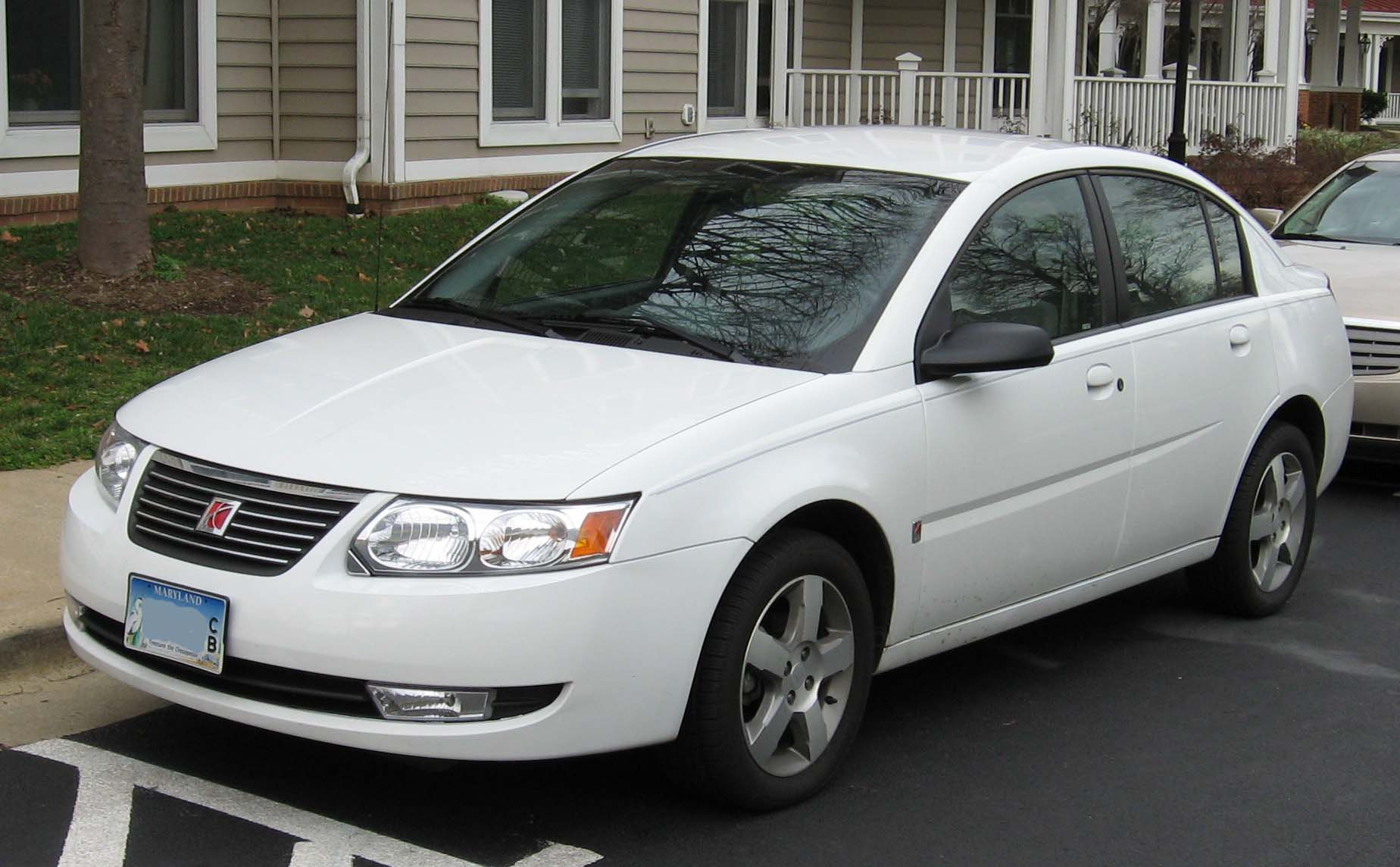
Saturn ION del 2005

El 2005 presenta un restlying el ION, amb una graella de majors dimensions, l'ús del "quiet stell" per reduir la sonoritat del vehicle, desapareix el disseny de "stick d'hoquei" del volant a favor de l'usat en l'ION Red Line del 2004. També presenta canvis en les transmissions, perquè tant la transmissió automàtica Aisin com la VTi deixen d'oferir-se (en part, per motius de fiabilitat, en part, pel shift-flare que patien les Aisin). Aquestes dues van ser substituïdes per una automàtica de 4 velocitats 4T45-E de GM.
El 2006, s'afegeix un motor 2.4L Ecotec de 170 cv i 219 N·m de torsió, única opció al ION 3, associat amb el paquet "Enhanced Performance Package" que a més a més afegeix ABS, TCS i una suspensió esportiva. L'any següent, aquest mateix motor augmenta la potència a 175 cv i 222 N·m de torsió; també el motor 2.2 L Ecotec augmenta dels 140 cv i 197 N·m a 145 cv i 203 N·m de torsió.